# Linux Professional Institute Certification
Linux Professional Institute Certificationは、カナダに本部を置く非営利組織のLinux Professional Institute (LPI) によって運営されている世界最大のLinux技術者の認定資格である。略称はLPIC（エルピック）。また、LPIはLinuxとオープンソース入門者向けのLinux Essentialsプログラムや、DevOpsやBSDなどの技術を使用するプロフェッショナル向けのオープン技術のプログラムも提供している。

## 概要
日本国内では、東京都内に事務局をおくLPI日本支部が認定試験の運営事務を行っている。試験の実施に関する業務以外にも、教育機関の支援を行うトレーニングパートナ制度、バウチャー販売を行うチャネルパートナー、LPI認定者の雇用を行うハイアリングパートナー制度など新たなパートナー制度の運用も行っている。
LPICの特徴として、ベンダー・メーカーに依存しない「中立」な資格であること、「世界規模」で実施されており、「世界最大」のLinux技術者認定資格で、国際標準の認定であるため、日本以外の国でも有効な認定であることが挙げられている。
2018年6月末現在、全世界のLPICの受験者総数は延べ60万人以上、日本国内では延べ20万人以上が受験しており、世界の中で日本の認定者は30%程度になっている。 
LPICの試験は、世界各国からのボランティアによる業務内容分析（JTA）や出題問題の提供によって支えられており、最終的にはLPI本部のスタッフによる出題、サイコメトリック（計量心理学）を活用した統計処理によって作成されている。

## 資格の種類
LPICはレベル1 - レベル3までの3段階の認定が提供されている。各認定に対応する試験は、英語もしくは日本語（LPIC-1は9カ国語）で受験できる。

### レベル1
Linuxの基本操作、システム管理の基本を中心として、Linuxディストリビューションを利用するために必要な知識を幅広く問う資格。レベル1に認定されており、101試験と102試験の両方に合格すると認定される。LPIC-1と表記されることもある。LPIC-1の概要

### レベル2
Linuxの応用的なシステム管理やサーバ構築ができるために必要な知識を問う資格。レベル1に認定されていて、201試験と202試験の両方に合格されると認定される。LPIC-2と表記されることもある。LPIC-2の概要

### レベル3
2007年1月29日より試験および認定が開始された。レベル3の試験は、「300試験」「303試験」「305試験」「306試験」の4試験で構成される。「LPIC-3 Specialty」に認定されるためには、有意なLPIC-2認定を保有し、かつ、レベル3のいずれか1試験に合格する必要がある。
レベル3は、専門分野ごとに試験が提供されることになっているが、2024年6月現在では、「LPI-300 Mixed Environment（300試験）」「LPI-303 Security（303試験）」「LPI-305 Virtualization and Containerization（305試験）」「LPI-306 High Availability and Storage Clusters（306試験）」が提供されている。

#### LPI-300 Mixed Environment
Sambaを中心としたファイルサーバ・ドメインコントローラ構築に関する技術的な内容が問われる。

#### LPI-303 Security
暗号化やアクセス制御をはじめとしたセキュリティに関する知識が問われる。

#### LPI-304 Virtualization & High Availability
仮想化や負荷分散等が試験の主題となっている。305試験と306試験に分割された。
受験可能期間は、英語版で2022年6月20日、日本語版で2022年10月31日まで。

#### LPI-305 Virtualization and Containerization
仮想化とコンテナ化に重点を置いた、企業全体の Linux システムの管理に関する資格である。

#### LPI-306 High Availability and Storage Clusters
高可用性システムとストレージに重点を置いた、企業全体の Linux システムの管理に関する資格である。

## 関連する認定試験
LPIは、LPICの他にもいくつかの認定試験を提供している。

### Linux Essentials
Linuxの基本的なコンポーネントに関する知識、オープンソースソフトウェアに関する知識、コマンドラインの基本的な操作などが問われる。Linux Essentialsは、LPICの入門である。

### LPI DevOps Tools Engineer
ソフトウェア開発を効率化するためにDevOpsの需要が高まっていることを受けて作られた認定試験である。コンテナや構成管理などの実践的な知識や、Docker、Vagrant、Ansible、Puppet、Git、JenkinsなどのDevOpsを実現するオープンソースソフトウェアの知識が問われる。

### LPI BSDスペシャリスト
FreeBSD、NetBSD、またはOpenBSDのBSD系オペレーティングシステムに関する幅広い実用的な知識が問われる。

## 受験方法と有効期限
LPICの試験は、コンピュータベーステスト（CBT）として提供されており、Linuxやオープンソースのイベントでオンサイトで受験したり、ピアソンVUEなどのテストセンターのネットワークを利用して受験することができる。2020年8月からピアソンVUEが提供する、自宅などで受験できるオンライン受験も可能になった。受験にはLPIのWebサイトで取得できるLPI IDの登録が必要である。
LPIの認定は5年間有効である。Linux Essentialsの認定だけは例外で、一度認定されると生涯有効となる。

### 再試験ポリシー
不合格の場合に再受験する際は、2回目は1回目の受験日の翌日から数えて7日目以降にならなければ受験できない。また3回目以降は、30日目以降でなければ受験できない。またすでに合格した科目を再び受験するには、2年以上を経過する必要がある。

## 認定組織
日本においては、2000年に設立されたLPI-Japanが長らくLPICを実施してきた。しかし、特に海外においてLinux Professional Instituteによる試験問題の漏洩防止などの対応がなされず、その後も改善されなかったことから、試験問題の品質改善や漏洩防止などを自ら対応することで、技術者を正しく認定できる価値ある認定試験として、2018年3月より新たなLinux技術者認定LinuCを開始した。これに対して、LPIは同年6月にLPI日本支部を設立して日本でのサービスを開始した。LPI-Japanは5月31日よりLPICのバウチャー販売を停止し、LPICの試験問題が第三者のサイトに掲載されたままになっており認定資格としての公平性・信頼性が毀損されるとして、8月17日にはLPICの取り扱いの停止を発表した。
LPI本部のトップは、LPI日本支部を設立した理由について、LPIC資格を持つエンジニアによるガバナンスを実現する計画があり、日本支部が必要であったが、LPI-Japanによる協力が得られなかったためであると説明している。
現在でもLPICの試験はピアソンVUEで引き続き受験できる。2018年10月には、LPIはLPIC-1をよりクラウドを想定した新バージョンのバージョン5.0にアップグレードし、Linuxの入門資格Linux Essentialsの日本語版をリリースした。その後も、LPI日本支部により日本語版の試験は継続的にリリースされており、2019年7月16日にはDevOps Tools Engineer認定試験の日本語版がリリースされ、2019年10月にはBSDスペシャリストをリリースしている。
2019年5月にLPIC-3の試験価格改定を行い、今まで30,000円だった試験価格を同額の15,000円に改定し、LPIC-1,2,3およびDevOps Toolsエンジニアのバウチャーを共通化している。
2021年10月にLPIC-3のバージョンアップを発表し、LPIC-3 304を分割して305,306としてリリースした。